# Allan Kuhn
Allan Hjortdal Kuhn (født 2. marts 1968 på Bornholm) er en dansk tidligere fodboldspiller og fodboldtræner.
Han er bror til Hasse Kuhn.

## Trænerkarriere
Han har tidligere været cheftræner i FC Midtjylland og assistenttræner i Randers FC, ligesom han - af to omgange - har haft en årrække som assistenttræner i AaB, først under cheftræner Erik Hamrén, senere Bruce Rioch og til sidst Magnus Pehrsson. I efteråret 2008 var han med stor succes midlertidig fungerende cheftræner i AaB, efter at klubben den 23. oktober 2008 valgte at fyre Bruce Rioch. I 2011 vendte han tilbage til AaB i rollen som assistenttræner, indtil han i 2016 i en kort periode var cheftræner for Malmö FF.
I sommeren 2018 blev han ny cheftræner for Hobro IK, men blev den 21. februar 2019 fyret i Hobro IK efter længere tids dårlige resultater.